# Bálint Bellosics
Bálint Bellosics, negdje i kao Bellosits (Redič, 10. listopada 1867. – Baja, 15. siječnja 1916.) je bio mađarski povjesničar, pedagog, etnograf i prosvjetni radnik. Rodom je bio mađarski Slovenac.
Današnje poznavanje južnoslavenske kulture u Mađarskoj je uvelike poznato zbog njegovog istraživačkog rada.
Radio je kao učitelj u Baji. Etnografija slovenske etničke skupine Venda odnosno Slovenaca u Mađarskoj te mađarskih Hrvata, prije svega hrvatskih etničkih skupina Šokaca i Bunjevaca se bavila njegovim radom.
Rodio se 1867. u Kraljevini Ugarskoj, u zalskom selu Rediču.
Utemeljio je školu u Čikuzdi.

## Vanjske poveznice
- (mađ.) Bellosics Bálint  Arhivirana inačica izvorne stranice od 4. travnja 2008. (Wayback Machine)